# Акио Морита
Акио Морита (на японски: 盛田 昭夫) е японски предприемач, един от двамата основатели на корпорацията „Сони“.

## Биография
Акио Морита е роден на 26 януари 1921 година в Нагоя в заможно семейство, което от поколения се занимава с производство на саке. Той учи теоретична физика и по време на Втората световна война е на служба при Военновременния комитет за изследвания към японския военноморски флот. Там се запознава с Масару Ибука, заедно с когото на 7 май 1946 година основават „Токио Цушин Когио КК“ (Токийска телекомуникационна инженерна корпорация), по-късно наречена „Сони“. Компанията започва с двайсетина служители и начален капитал от 190 000 йени. По това време Ибука е на 38 години, а Морита на 25.
През 1949 година фирмата разработва магнетофонната лента и през 1950 година продава първия магнетофон в Япония. През 1957 година произвежда радиоапарат с джобен размер, а година по-късно е преименувана на „Сони“. През 1960 година Сони произвежда първия транзисторен телевизор в света.
През 60-те година Морита публикува книга, посветена на това, че оценките в училище нямат значение за успеха и деловите способности на хората. Той е вицепрезидент на Японската федерация на икономическите организации и член на Японско-американската група за икономически връзки.
През 1982 година Морита става първият японец, награден с медал Алберт от британското Кралско общество за изкуства. Две години по-късно той получава Националният орден на Почетния легион, най-престижното френско отличие, а през 1991 година е награден с Орден на Свещеното съкровище първа степен от императора на Япония.
На 5 ноември 1994 Акио Морита оповестява оттеглянето си от ръководството на „Сони“. Той умира от пневмония на 78-годишна възраст. Биографичната му книга „Акио Морита и Сони“ се превръща в бестселър и понастоящем е един от най-увлекателните неофициални учебници по търговия и маркетинг.